# John Gokongwei
John Lim Gokongwei Jr. (吳奕輝T, 吴奕辉S, Wú YìhuīP; Xiamen, 11 agosto 1926 – Manila, 9 novembre 2019) è stato un imprenditore cinese naturalizzato filippino.
È stato il fondatore e amministratore delegato della JG Summit Holdings, tra i più grandi conglomerati delle Filippine e a sua volta comprendente la Cebu Air e la catena di centri commerciali Robinsons Malls. Alla sua morte era considerato da Forbes la terza persona più ricca delle Filippine con un patrimonio stimato di 5,4 miliardi di dollari.

## Biografia
Gokongwei nacque l'11 agosto 1926 a Xiamen, in Cina, primogenito di John Gokongwei Sr. (1905-1939) e Juanita Márquez Lim: il padre era esponente di una ricca famiglia di Cebu originaria del Fujian. Il bisnonno Wú Wénzhào (1859-1921), da giovane venditore ambulante in Cina, si trasferì nelle Filippine – dove divenne noto con il nome occidentalizzato di Pedro Singson Gotiaoco – e qui divenne uno dei sinofilippini più importanti delle Filippine.
Frequentò il dipartimento di istruzione di base dell'Università di San Carlos per la scuola primaria (diplomandosi) e la scuola superiore per poi dover interrompere gli studi a causa della morte del padre. Gokongwei aveva 13 anni e la seconda guerra mondiale (1939-1945) era appena scoppiata. A causa delle ristrettezze economiche in cui si ritrovò la sua famiglia, si guadagnò da vivere vendendo oggetti lungo le strade di Cebu con la sua bicicletta.  Tra i 17 e i 19 anni (dal 1943 al 1945) lavorò come commerciante utilizzando un'imbarcazione in legno, trasportando dapprima i suoi beni via mare a Dalahican e poi a Manila via autocarro.

## Carriera
Dopo la seconda guerra mondiale, fondò la sua compagnia di navigazione chiamata Amasia Trading, che importava farina, cipolle, frutta, vestiti usati, vecchi giornali e riviste dagli Stati Uniti nelle Filippine. 
All'inizio degli anni '50, insieme ai fratelli e alle sorelle di ritorno dalla Cina, iniziò a importare anche sigarette e whisky. Nel 1957, vedendo che il commercio avrebbe sempre generato margini di profitto bassi e sarebbe sempre stato dipendente dai capricci delle politiche governative, l'azienda familiare si spostò verso la produzione industriale. Con un prestito di 500 mila pesos da Albino Sycip, allora presidente della China Bank, e Dee K. Chiong, Gokongwei fondò un impianto di macinazione del mais per la produzione di glucosio e amido di mais. La società venne chiamata Universal Corn Products (che in seguito si è evoluta nel suo conglomerato aziendale, Universal Robina Corporation). La San Miguel Corporation era un loro grande cliente.
Nel 1961 fondò la Consolidated Food Corporation (in seguito nota come CFC Corporation, che in seguito si fuse con la Universal Robina Corporation), che lanciò il suo marchio di caffè istantaneo Blend45.
Nel 1977, Gokongwei conseguì il Master in Business Administration presso l'Università De La Salle. Un decennio dopo, frequentò un programma avanzato di gestione di 14 settimane ad Harvard.
Nel novembre 1990, la JG Summit Holdings di Gokongwei fu quotata in borsa alla Borsa di Manila. Nel marzo 1996, la sua compagnia aerea, Cebu Pacific Air, iniziò le operazioni. Nel 2010, la compagnia aerea subì un importante refleeting con un ordine da 3 miliardi di dollari con Airbus. Dal 2003, la sua società di telecomunicazioni Digital Telecommunications Philippines spese quasi 800 milioni di dollari per il suo operatore di telefonia mobile, Sun Cellular, che all'epoca era il terzo operatore di telefonia mobile nelle Filippine prima di vendere al gruppo PLDT per 1,7 miliardi di dollari.
Nel 2013, la sua azienda acquisì la partecipazione di San Miguel Corporation in Meralco, il più grande distributore di energia delle Filippine, per quasi 1,8 miliardi di dollari. Nel luglio 2014, Universal Robina rilevò Griffin's Foods da Pacific Equity Partners, un produttore alimentare neozelandese per 609 milioni di dollari. Nel 2014, Gokongwei tentò di organizzare un'acquisizione aziendale da 1 miliardo di dollari della United Industrial Corporation Ltd (UIC), un gigante immobiliare di Singapore di cui possedeva oltre il 30%. L'UIC controlla Singapore Land, che è uno dei maggiori proprietari terrieri di Singapore. Possedeva anche Robinsons Retail Holdings, Inc. e Robinsons Land Corporation.
La famiglia Gokongwei controlla oltre 20 miliardi di dollari di capitalizzazione di mercato combinata per tutte le società che possiede.
Nel febbraio 2008, la prima lista degli eroi della filantropia della rivista Forbes Asia includeva quattro filippini: Gokongwei, Jaime Zobel de Ayala, Ramón del Rosario Jr. e Oscar López. L'elenco era composto da quattro filantropi provenienti ciascuno da 13 paesi e territori selezionati in Asia.

### Morte
Gokongwei morì a Manila il 9 novembre 2019, all'età di 93 anni.  Esattamente una settimana dopo la sua morte, la vedova Elizabeth Yu Gokongwei morì all'età di 85 anni.

## Vita privata
Fu sposato dal 1958 sino al 2019 con la sinofilippina Elizabeth Yu (1934-2019), dalla quale ebbe sei figli: Lisa, Robina, Lance, Faith, Hope e Marcia. L'unico figlio maschio Lance è presidente e amministratore delegato della JG Summit dal 2016.